# Аминоспирты
Аминоспирты, аминоалкоголи — алифатические органические соединения, содержащие —NH2 или —NR1R2 и —ОН группы у разных атомов углерода в молекуле. Низшие аминоспирты представляют собой высококипящие маслянистые жидкости со свойствами оснований.
По взаимному расположению амино- и гидроксильных групп различают 1,2-, 1,3-, 1,4-аминоспирты и т.п.; по степени замещения аминогруппы аминоспирты, подобно аминам, делят на первичные, вторичные и третичные.

## Получение и свойства
α-Аминоспирты получают присоединением аммиака и аминов к эпоксидам, для синтеза других аминоспиртов используют стандартные синтетические методы введения амино- и гидроксильной групп.
Для аминоспиртов характерны реакции как спиртов, так и аминов, однако в случае близкого расположения амминной и гидроксильной группы из-за взаимного влияния их реакционная способность несколько понижена.

## Применение
Аминоспирты, особенно этаноламин, широко используют в производстве моющих средств, эмульгаторов, косметических и лекарственных препаратов, а также как поглотители кислых газов (например, CO2). Целью использования аминоспиртов в косметике являются: замена аммиака в безаммиачных составах, нейтрализация  и буферизация составов, поглощение запаха, стабилизация цвета, улучшение диспергирования, стабилизация реологии. Лучшим аминоспиртом для этих целей является tromethamine (INCI).

## Аминоспирты в биохимии
К аминоспиртам относится холин, которому принадлежит важная роль в обмене веществ у человека и животных; препараты холина применяют для лечения печени. Некоторые алкалоиды, например эфедрин, являются аминоспиртами, к ним принадлежит также важный гормон адреналин.